# 武藤容治
武藤容治（1955年10月18日—），日本政治人物。現任自由民主党籍眾議員（5期）、經濟產業大臣（第31代）、原子力經濟被害擔當大臣、GX實行推進擔當大臣、産業競争力担当大臣、内閣府特命擔當大臣（核能損害賠償・廢爐等支援機構）。自由民主黨國會對策副委員長、自由民主黨經濟產業部會長、自民黨岐阜縣支部聯合會長。
曾擔任經濟產業副大臣兼内閣府副大臣（第3次安倍第3次改造内閣・第4次安倍内閣）、外務副大臣（第3次安倍第1次改造内閣）、総務大臣政務官（第2次安倍改造内閣・第3次安倍内閣）、眾議院農林水産委員長等職務。

## 外部連結
- 武藤容治的X（前Twitter）
- 武藤容治的Facebook專頁

| 官衔                              | 官衔                                                             | 官衔                          |
| --------------------------------- | ---------------------------------------------------------------- | ----------------------------- |
| 前任： 齋藤健                     | 經濟產業大臣 第31代：2024年 -                                    | 繼任： 現任                   |
| 前任： 齋藤健                     | 特命担当大臣 （原子力損害賠償・廃炉等支援機構） 第15代：2024年 - | 繼任： 現職                   |
| 前任： 松村祥史 高木陽介          | 經濟產業副大臣 與西銘恒三郎同時在任 2017年 - 2018年              | 繼任： 関芳弘 磯崎仁彦        |
| 前任： 中山泰秀 城内實            | 外務副大臣 與木原誠二同時在任 2015年 - 2016年                    | 繼任： 岸信夫 薗浦健太郎      |
| 前任： 松本文明 藤川政人 伊藤忠彦 | 總務大臣政務官 與赤間二郎 長谷川岳同時在任 2014年 - 2015年       | 繼任： 輿水恵一 森屋宏 古賀篤 |
| 議會席位                          |                                                                  |                               |
| 前任： 伊東良孝                   | 衆議院農林水產委員長 2018年 - 2019年                             | 繼任： 吉野正芳               |